# Parlamentsvalet i Albanien 2017
Ett parlamentsval ägde rum i Albanien den 25 juni 2017 efter ett dekret från president Bujar Nishani. Med över 99 procent av rösterna räknade stod det klart att Albaniens socialistparti fått tillräckligt många mandat för egen majoritet i parlamentet vilket innebär att sittande premiärminister Edi Rama behöll sin post efter valet. 

## Valsystem
Parlamentets 140 ledamöter valdes av tolv större valkretsar baserade på Albaniens tolv prefekturer (qark). Man använder sig av sluten lista med proportionell representation där väljarna inte kan rösta på enstaka ledamöter utan enbart partier. Spärren för att komma in i parlamentet är 3 procent för partier och 5 procent för allianser. Mandat allokeras  till allianser med hjälp av d’Hondts metod och partier med hjälp av uddatalsmetoden. 
Demografiska förändringar i landet ledde till vissa förändringar i mandat för vissa valkretsar. Tirana och Durrës fick två respektive ett ytterligare mandat till detta val. Samtidigt förlorade Berat, Korça och Kukës ett mandat var.

### Geografisk mandatfördelning
| Prefektur   | Mandat |
| ----------- | ------ |
| Berat       | 8      |
| Dibra       | 6      |
| Durrës      | 14     |
| Elbasan     | 14     |
| Fier        | 16     |
| Gjirokastra | 4      |
| Korça       | 11     |
| Kukës       | 3      |
| Lezha       | 7      |
| Shkodra     | 11     |
| Tirana      | 34     |
| Vlora       | 12     |

## Oppositionens hot om bojkott
I februari 2017 valde oppositionspartierna i Albaniens parlament under ledning av det största oppositionspartiets (Partia Demokratike) ledare Lulzim Basha att bojkotta parlamentsarbetet. Oppositionen varnade för valfusk och protesterade för fria val genom bland annat krav på elektronisk röstning. Basha ställde krav på "fria val eller inga val alls" och fick stöd av övriga oppositionspartier. Regeringen meddelade att kravet inte gick att möta innan valet skulle hållas i juni. Oppositionen hade samtidigt krävt att regeringen skulle avgå och ersättas av en tillförordnad regering fram till valet i juni. 4 april meddelade Basha att oppositionen kunde komma att bojkotta valet i juni om deras krav inte uppfylldes. Deadline för att registrera kandidatlistor till valet i juni var den 9 april och som oppositionen varnat för valde de att inte skicka in några listor. Oppositionen ställde heller inte upp i lokalvalet i Kavaja som hölls 7 maj efter att den tidigare borgmästaren avsatts efter avslöjande om hans kriminella aktiviteter.
Efter att Rama meddelat att man inte skulle gå med på kravet om en tillförordnad regering deklarerade det regerande socialistpartiets största samarbetspartner, LSI, att man inte kommer att ställa upp i ett parlamentsval utan opposition då man inte anser det normalt för ett land som strävar om att gå med i Europeiska Unionen.  
Den 25 april besökte de tyska EU-parlamentarikerna David McAllister och Knut Fleckenstein Tirana för att medla i konflikten och för att få partierna att diskutera med varandra. Försöket till medling lyckades dock inte och oppositionen står i fortsatt bojkott.
Efter förhandlingar ägt rum den 17 maj kunde oppositionen och regeringspartierna enas om en lösning på krisen och samtliga partier ställde upp i parlamentsvalet. Överenskommelsen innebar bland annat att valet flyttades fram en vecka till 25 juni. Man kom också att använda sig av ett elektroniskt identifikationssystem vid röstningen i valet vilket var ett av oppositionens krav. 

## Resultat
| Parti                                               | Parti                                         | Röster    | %     | Mandat | +/– |
| --------------------------------------------------- | --------------------------------------------- | --------- | ----- | ------ | --- |
|                                                     | Albaniens socialistparti                      | 761,951   | 48,34 | 74     | +9  |
|                                                     | Albaniens demokratiska parti                  | 454,349   | 28,82 | 43     | –7  |
|                                                     | Socialistiska rörelsen för integration        | 224,967   | 14,27 | 19     | +3  |
|                                                     | Partiet för rättvisa, integration och enighet | 75,591    | 4,80  | 3      | –1  |
|                                                     | Libra                                         | 19,666    | 1,25  | 0      | Ny  |
|                                                     | Albaniens socialdemokratiska parti            | 14,986    | 0,95  | 1      | +1  |
|                                                     | Ny demokratisk anda                           | 5,112     | 0,32  | 0      | 0   |
|                                                     | Albaniens republikanska parti                 | 3,821     | 0,24  | 0      | –3  |
|                                                     | Sfida për Shqipërinë                          | 3,523     | 0,22  | 0      | Ny  |
|                                                     | Albaniens demokratiska socialistiska parti    | 2,526     | 0,16  | 0      | 0   |
|                                                     | Albaniens kristdemokratiska parti             | 2,516     | 0,16  | 0      | –1  |
|                                                     | Partiet för den grekiska minoritetens framtid | 2,283     | 0,14  | 0      | 0   |
|                                                     | Folkets allians för rättvisa                  | 1,490     | 0,09  | 0      | Ny  |
|                                                     | Albaniens kommunistiska parti                 | 1,026     | 0,07  | 0      | 0   |
|                                                     | Albaniens demokratiska kristna union          | 910       | 0,06  | 0      | Ny  |
|                                                     | Kristdemokratisk allians                      | 765       | 0,05  | 0      | 0   |
|                                                     | Demokratiska allianspartiet                   | 538       | 0,03  | 0      | 0   |
|                                                     | Nationella arbnoralliansen                    | 353       | 0,02  | 0      | Ny  |
| Ogiltiga/blanka röster                              | Ogiltiga/blanka röster                        | 32,188    | –     | –      | –   |
| Totalt                                              | Totalt                                        | 1,608,561 | 100   | 140    | 0   |
| Registrerade väljare/deltagande                     | Registrerade väljare/deltagande               | 3,452,324 | 46,80 | –      | –   |
| Källa: CEC (99,65% av röststationerna rapporterade) |                                               |           |       |        |     |